# 1. Flieger-Division
La 1. Flieger-Division (1re division aérienne) a été l'une des principales divisions de la Luftwaffe allemande durant la Seconde Guerre mondiale.

## Création et différentes dénominations
Cette division a été formée le 1er avril 1934 à Berlin, directement sous  les ordres de la Reichsluftfahrtministerium (RLM) pour contrôler toutes les unités aériennes de la Luftwaffe, excepté les escadrilles de reconnaissance maritime et terrestre. Elle est dissoute le 31 mars 1935.
Reformée le 1er août 1938 à Berlin à partir de la Höhere Fliegerkommandeure 2, le 1er novembre 1938, elle devient la 11. Flieger-Division, mais à partir du 1er février 1939, elle redevient la 1. Flieger-Division. Le 11 octobre 1939, elle est renommée I. Fliegerkorps.
La division est à nouveau recréée le 12 avril 1942 à Dugino en Russie. Elle capitulera à la fin de la guerre.

## Commandement

Drapeau du commandant d'une division aérienne

| Début             | Fin               | Grade           | Nom             |
| ----------------- | ----------------- | --------------- | --------------- |
| 1er avril 1934    | 31 mars 1935      | Oberst          | Hugo Sperrle    |
| Début             | Fin               | Grade           | Nom             |
| 1er août 1938     | 24 octobre 1939   | Generalleutnant | Ulrich Grauert  |
| Début             | Fin               | Grade           | Nom             |
| 12 avril 1942     | 30 juin 1942      | General         | Martin Fiebig   |
| 1er juillet 1942  | 30 septembre 1942 | General         | Alfred Schlemm  |
| 1er octobre 1942  | 31 octobre 1942   | Generalleutnant | Hermann Plocher |
| 1er novembre 1942 | 17 janvier 1943   | General         | Alfred Bülowius |
| 17 janvier 1943   | 25 juin 1943      | Generalmajor    | Otto Zech       |
| 26 juin 1943      | 7 novembre 1943   | General         | Paul Deichmann  |
| 7 novembre 1943   | 8 mai 1945        | Generalmajor    | Robert Fuchs    |

## Chef d'état-major
| Début             | Fin               | Grade          | Nom                              |
| ----------------- | ----------------- | -------------- | -------------------------------- |
| 1er avril 1934    | 31 mars 1935      | Oberstleutnant | Heinz-Hellmuth von Wühlisch (de) |
| Début             | Fin               | Grade          | Nom                              |
| ?-1939            | ?-1939            | Major          | Heuser                           |
| Début             | Fin               | Grade          | Nom                              |
| 12 avril 1942     | 4 janvier 1943    | Oberstleutnant | Hans-Joachim Osterroth           |
| ?-1942            | ?-1942            | Hauptmann      | Georg Hornig (par intérim)       |
| 4 janvier 1943    | 24 septembre 1944 | Major          | Sigismund Freiherr von Rotberg   |
| 24 septembre 1944 | Mai 1945          | Major          | Krause                           |

## Quartier général
Le quartier général se déplace suivant l'avancement du front.
| Début             | Fin               | Ville                |
| ----------------- | ----------------- | -------------------- |
| 1er avril 1934    | 31 mars 1935      | Berlin               |
| Début             | Fin               | Ville                |
| 1er août 1938     | 26 août 1939      | Berlin               |
| 26 août 1939      | 22 septembre 1939 | Schönfeld/Crössinsee |
| 22 septembre 1939 | 11 novembre 1939  | Cologne              |
| Début             | Fin               | Ville                |
| Avril 1942        | ?                 | Dugino               |
| Juillet 1943      | ?                 | Orel                 |
| Janvier 1944      | 20 mars 1944      | Bobruisk             |
| 20 mars 1944      | 23 avril 1944     | Pinsk                |
| 23 avril 1944     | 22 juillet 1944   | Biala Podlaska       |
| 22 juillet 1944   | 25 juillet 1944   | Janow                |
| 25 juillet 1944   | Août 1944         | Varsovie             |
| Août 1944         | Décembre 1944     | Topołowa             |
| Décembre 1944     | 8 mars 1945       | Słupsk               |
| 8 mars 1945       | Mai 1945          | Neubrandenbourg      |

## Rattachement
| Dates                                | Rattachement                     |
| ------------------------------------ | -------------------------------- |
| 1er avril 1934 - 31 mars 1935        | Reichsluftfahrtministerium (RLM) |
| Dates                                | Rattachement                     |
| août 1938 - février 1939             | Luftwaffengruppenkommando 1      |
| février 1939 - 22 septembre 1939     | Luftflotte 1                     |
| 22 septembre 1939 - 11 novembre 1939 | Luftflotte 3                     |
| Dates                                | Rattachement                     |
| avril 1942 - mai 1943                | Luftwaffenkommando Ost           |
| mai 1943 - 3 février 1945            | Luftflotte 6                     |
| 3 février 1945 - 12 avril 1945       | II. Fliegerkorps                 |
| 12 avril 1945 - 8 mai 1945           | Luftwaffenkommando Nordost       |

## Unités subordonnées
- septembre 1939 :
  - Stab/Kampfgeschwader 1
  - I./Kampfgeschwader 1
  - I./Kampfgeschwader 152
  - Stab/Kampfgeschwader 26
  - II./Kampfgeschwader 26
  - I./Kampfgeschwader 53
  - II./Sturzkampfgeschwader 2
  - III./Sturzkampfgeschwader 2
  - IV.(St)/Lehrgeschwader 1
  - 4.(St)/186
  - I./Zerstörergeschwader 1
  - I.(J)/Lehrgeschwader 2
  - 2.(F)/121
  - JGr.101 (II./Zerstörergeschwader 1)
- juillet 1944[4] :
  - Schlachtgeschwader 1
  - Jagdgeschwader 51
- novembre 1944[4] :
  - Schlachtgeschwader 1
  - Jagdgeschwader 51
  - Nahaufklärungsgruppe 8